# Barragem de Picote
A Barragem de Picote é uma barragem portuguesa, que faz parte do Aproveitamento Hidroeléctrico de Picote, localizado perto da povoação de Picote, concelho de Miranda do Douro e distrito de Bragança. Este aproveitamento implantado num vale profundamente encaixado entre margens muito abruptas, foi o primeiro a entrar em serviço no rio Douro, em 1958, remontando o início da sua construção a 1954.

## Características técnicas
Possui duas centrais hidroelétricas, a mais antiga (designada de Picote I) tem uma potência instalada de 180 MW e uma produção média de 1.038 GWh/ano, e Picote II com 246 MW e potência instalada e uma produção média anual de 244 GWh/ano. Este aproveitamento utiliza o desnível de cerca de 69 m existente entre o seu próprio nível de retenção normal - cota 471,00 m - e o nível de retenção do Aproveitamento Hidroeléctrico de Bemposta, situado a jusante, tendo a sua albufeira uma extensão aproximada de 21 km e uma capacidade total de 63.000.000 m³, dos quais apenas 13.000.000 m³ são turbináveis em exploração normal.
O Aproveitamento de Picote compreende uma Barragem, sobre a qual se dispõe o Descarregador de Cheias, Central subterrânea, Edifícios de Comando e de Descarga e Subestação, implantados na margem direita. A Barragem de Picote é do tipo Abóbada de Dupla Curvatura, com 92,3 m de corda no coroamento entre encontros, e uma altura máxima acima das fundações de 100 m.
O descarregador sobre a barragem é constituído por 4 vãos providos de comportas segmento que permitem, no seu conjunto, um caudal máximo de 10.400 m³/s. Para a regulação do nível da albufeira e para a evacuação de caudais de pequenas cheias, a barragem dispõe de uma Descarga Auxiliar de meio fundo. Esta descarga auxiliar, cuja entrada se situa cerca de 49 m abaixo do nível normal da albufeira, está equipada com comporta automática do tipo segmento.
A Central de Picote I é subterrânea, tem 88 m de comprimento, 16,6 m de largura e 35 m de altura de escavação. Está equipada com 3 grupos Geradores, cada um deles com uma turbina Francis de eixo vertical, de 68 402 kW e um alternador de 72 MVA. Cada grupo utiliza Tomadas de Água e Condutas Forçadas próprias. Os três tubos de aspiração convergem, mediante convenientes concordâncias, numa galeria de fuga única com 15 m de altura e 12 m de largura, que restitui as águas turbinadas sob o trampolim do Descarregador de Cheias.
Os Edifícios de Comando e de Descarga localizam-se em duas plataformas, na margem direita, junto do coroamento da barragem. A Subestação de Transformação 15/244 kV, situada na mesma plataforma do Edifício de Comando, dispõe de 3 blocos transformadores monofásicos de 3x25 MVA. O Parque de Saída de Linhas, ligado à Subestação por linha aérea, situa-se numa plataforma à cota 650,00 m, dispõe de barramento duplo e está dimensionado para 6 painéis de saída.
Em Outubro de 2011, entrou em serviço o Reforço de Potência da Barragem de Picote, constituído por uma nova central subterrânea (Picote II) com 1 grupo gerador, com 246 MW de potência, e com capacidade para turbinar um caudal até 400 m3/s.
O grupo é constituído por uma turbina Francis de eixo vertical, de 246 MW e um alternador de 270 MVA.
Energias de Portugal vendeu a barragem a um consórcio francês em dezembro de 2019.